# Copa de los Países Bajos 2006-07
La Copa de los Países Bajos 2006-07 comenzó el 26 de agosto de 2006. La final se celebró el 6 de mayo de 2007 en el Estadio del Feyenoord en Róterdam, con el defensor del título, el Ajax Ámsterdam que batió a los penaltis al AZ Alkmaar después de terminar el partido 1-1.

## Primera ronda
| 26 de agosto de 2006 |                    |                      |
| FC Zutphen           | 0-4                | Achilles 29          |
| De Treffers          | 3-2 (AET)          | VV Katwijk           |
| Türkiyemspor         | 5-1                | SV Spakenburgo       |
| DOTO                 | 1-0                | GVVV                 |
| IJsselmeervogels     | 3-0                | JVC 31               |
| WHC                  | 2-0                | VV Gemert            |
| Alkmaarsche Boys     | 0-1                | Flevo Boys           |
| Excelsior 31         | 3-1                | VV Geldrop           |
| O.N.S. Sneek         | 4-0                | VV Appingedam        |
| Harkemase Boys       | 0-4                | SV Argon             |
| VV Bennekom          | 1-0                | ADO 20               |
| VV Sparta Nijkerk    | 2-1                | USV Elinkwijk        |
| Caesar               | 0-0 (8-9 PP)       | VVOG                 |
| UDI 19               | 0-1                | Sportclub Genemuiden |
| RKSV Schijndel       | 2-0                | ACV                  |
| Oisterwijk           | 0-2                | HHC Hardenberg       |
| Kozakken Boys        | 3-0                | Roda Boys            |
| SV Meerssen          | 1-1 (7-6 PP)       | KVV Quick Boys       |
| FC Lisse             | 2-2 (AET) (3-5 PP) | EVV Echt             |
| TONEGIDO             | 0-5                | Be Quick 28          |
| ASWH                 | 5-1                | WSV                  |
| HSC 21               | 3-0                | VV Spijkenisse       |
| Ter Leede            | 4-2                | Omniworld Amateurs   |
| RKSV Babberich       | 1-1 (4-5 PP)       | Rjinsburgse Boys     |

## Segunda ronda
| 19 de septiembre, 20 y 21, 2006 |              |                     |
| Achilles 29                     | 0-0 (4-3 PP) | FC Volendam         |
| Flevo Boys                      | 0-2          | Willem II           |
| VV Sparta Nijkerk               | 1-6          | HFC Haarlem         |
| FC Emmen                        | 1-0          | FC Zwolle           |
| RBC                             | 3-1          | Helmond Sport       |
| Excelsior 31                    | 0-1          | Go Ahead Eagles     |
| HSC 21                          | 3-4          | FC Den Bosch        |
| ASWH                            | 4-2 (AET)    | Cambuur Leeuwarden  |
| Sportclub Genemuiden            | 3-2 (AET)    | FC Omniworld        |
| Ter Leede                       | 1-2 (AET)    | Stormvogels Telstar |
| FC Utrecht                      | 1-0          | AGOVV Apeldoorn     |
| Rijnsburgse Boys                | 1-0          | Fortuna Sittard     |
| FC Eindhoven                    | 3-2 (AET)    | Heracles Almelo     |
| IJsselmeervogels                | 2-4          | NAC Breda           |
| De Graafschap                   | 3-1          | VVV Venlo           |
| HHC Hardenberg                  | 1-4          | MVV                 |
| SV Argon                        | 1-3          | Vitesse             |
| Kozakken Boys                   | 0-2          | PSV Eindhoven       |
| FC Groningen                    | 2-1          | TOP Oss             |
| DOTO                            | 1-7          | FC Twente           |
| Türkiyemspor                    | 1-6          | ADO Den Haag        |
| Be Quick 28                     | 4-1          | VVOG                |
| ONS Sneek                       | 0-2          | Jong AZ             |
| Jong RKC Waalwijk               | 2-5          | Ajax                |
| EVV Echt                        | 0-2          | NEC Nijmegen        |
| De Treffers                     | 2-6          | Sparta Rotterdam    |
| SV Meerssen                     | 6-3 (AET)    | WHC                 |
| SC Heerenveen                   | 0-2          | Roda JC             |
| BV Veendam                      | 2-3          | Feyenoord           |
| RKSV Schijndel                  | 0-1 (AET)    | Excelsior Rotterdam |
| RKC Waalwijk                    | 3-2          | FC Dordrecht        |
| VV Bennekom                     | 0-10         | AZ                  |

## Tercera ronda
| 7 de noviembre, 8, 9, 2006 |           |                      |
| FC Groningen               | 1-3       | NAC Breda            |
| RBC                        | 4-0       | FC Eindhoven         |
| MVV                        | 3-1       | Stormvogels Telstar  |
| Be Quick 28                | 2-5       | Willem II            |
| Go Ahead Eagles            | 2-0       | Excelsior Rotterdam  |
| De Graafschap              | 2-0       | FC Emmen             |
| AZ                         | 10-1      | SV Meerssen          |
| Roda JC                    | 5-0       | ASWH                 |
| FC Twente                  | 3-1       | NEC Nijmegen         |
| Achilles 29                | 0-5       | Sparta Rotterdam     |
| RKC Waalwijk               | 3-2 (AET) | Feyenoord            |
| HFC Haarlem                | 1-0       | FC Den Bosch         |
| FC Utrecht                 | 5-0       | Rijnsburgse Boys     |
| Jong AZ                    | 8-1       | Sportclub Genemuiden |
| Ajax                       | 2-0       | ADO Den Haag         |
| Vitesse                    | 0-4       | PSV Eindhoven        |

## Dieciseisavos de final
| Fechas      | Local            | Resultado    | Visita          |
| ----------- | ---------------- | ------------ | --------------- |
| 23 de enero | Willem II        | 4–2          | De Graafschap   |
| 24 de enero | Ajax Ámsterdam   | 4–0          | HFC Haarlem     |
| 24 de enero | Sparta Rotterdam | 2–2 (2-3 p.) | RKC Waalwijk    |
| 25 de enero | Roda JC          | 2–1          | Jong AZ         |
| 24 de enero | FC Utrecht       | 1–0          | RBC Roosendaal  |
| 23 de enero | AZ               | 5–0          | MVV Maastricht  |
| 24 de enero | FC Twente        | 1–2          | NAC Breda       |
| 25 de enero | PSV Eindhoven    | 3–2          | Go Ahead Eagles |

## Cuartos de final
| Fechas        | Local        | Resultado | Visita         |
| ------------- | ------------ | --------- | -------------- |
| 28 de febrero | Willem II    | 0–2       | Ajax Ámsterdam |
| 28 de febrero | RKC Waalwijk | 1–0       | Roda JC        |
| 28 de febrero | FC Utrecht   | 1–2       | AZ             |
| 28 de febrero | NAC Breda    | 3–0       | PSV Eindhoven  |

## Semifinales
| Fechas      | Local          | Resultado | Visita       |
| ----------- | -------------- | --------- | ------------ |
| 18 de abril | Ajax Ámsterdam | 3–1       | RKC Waalwijk |
| 19 de abril | AZ Alkmaar     | 6–0       | NAC Breda    |

## Final
| Fechas     | Sede               | Local          | Resultado      | Visita     |
| ---------- | ------------------ | -------------- | -------------- | ---------- |
| 6 de mayo. | Stadion Feijenoord | Ajax Ámsterdam | 1–1 (8-7 pen.) | AZ Alkmaar |

|                                    |
| Campeón Ajax Ámsterdam 17.º título |